# Scaphechinus griseus
Scaphechinus griseus is een zee-egel uit de familie Scutellidae.
De wetenschappelijke naam van de soort werd in 1927 gepubliceerd door Theodor Mortensen.